# واکندورف ایای
واکندورف ایای (به آلمانی: Wakendorf II) یک شهر در آلمان است که در زگه‌برگ واقع شده‌است. واکندورف ایای ۱٬۴۰۶ نفر جمعیت دارد.